# Hybanthus parietariifolius
Hybanthus parietariifolius là một loài thực vật có hoa trong họ Hoa tím. Loài này được Loes. mô tả khoa học đầu tiên năm 1903.